# Грибов, Михаил Васильевич
Михаил Васильевич Грибов (1905, Иваново-Вознесенск, Владимирская губерния, Российская империя — 24 июля 1992, Москва, Россия) — сотрудник советских спецслужб, заместитель начальника Управления КГБ по Чкаловской — Оренбургской области, генерал-майор (9 июля 1945 года).

## Биография
Родился в 1905 году в семье кондуктора железной дороги. В 1920 году закончил школу-семилетку в Иваново-Вознесенске. С марта 1925 года подвозчик, нашивальщик товара, с декабря 1926 по сентябрь 1927 года секретарь комитета ВЛКСМ хлопчатобумажной фабрики Сосневского объединения мануфактур в Иваново-Вознесенске. Член РКП(б) с 1926 года. С октября 1927 по август 1928 года учился в Иваново-Вознесенском химико-колористическом техникуме. С сентября 1928 по ноябрь 1930 года химик, помощник мастера, мастер Отбельного отдела Сосневской хлопчатобумажной фабрики. С декабря 1930 по декабрь 1932 года служил в Рабоче-крестьянской Красной армии старшим лаборантом военного склада-мастерской № 138 в Твери. С января 1933 по январь 1936 года химик Красильного отдела Сосневской хлопчатобумажной отделочной фабрики в Иваново. С февраля 1936 по март 1938 года учился в Ивановском химико-технологическом институте. С апреля по ноябрь 1938 года ответственный организатор Отдела руководящих партийных органов ЦК ВКП(б).

### Органы внутренних дел и государственной безопасности
С 10 ноября 1938 года заместитель начальника Отдела кадров НКВД СССР, 25 февраля 1941 года переведён на должность заместителя народного комиссара государственной безопасности СССР по кадрам, на которой служил до 30 июля 1941 года. С 5 сентября 1941 по 7 мая 1943 года народный комиссар внутренних дел Мордовской АССР, после чего до 13 сентября 1945 года народный комиссар государственной безопасности Мордовской АССР.
С 13 сентября 1945 по 19 июля 1952 года начальник Отдела «В» (перлюстрация корреспонденции) НКГБ — МГБ СССР. В этом качестве получил выговор без занесения в учетную карточку «за неправильное отношение к критике, ослабление руководства отделом и понижение требовательности к подчиненным работникам». Постановлением партийного собрания партийной организации № 29/3 МВД СССР 27 ноября 1953 года выговор снят. В июле-ноябре 1952 года находился в распоряжении Управления кадров МГБ СССР. С 25 ноября 1952 по март 1953 года начальник Лаборатории № 11 Отдела оперативной техники МГБ СССР. С марта 1953 по 8 марта 1956 года начальник Лаборатории № 11 V-го специального отдела МВД СССР — КГБ при СМ СССР. С марта 1956 по май 1958 года заместитель начальника Управления КГБ по Чкаловской — Оренбургской области.

## Звания
- капитан государственной безопасности, 10 ноября 1938;
- майор государственной безопасности, 2 апреля 1941;
- старший майор государственной безопасности, 12 июля 1941;
- комиссар государственной безопасности, 14 февраля 1943;
- генерал-майор, 9 июля 1945[4].

## Награды
- два ордена Красной Звезды (20.09.1943[5][6], 25.06.1954[7]);
- орден «Знак Почёта» (26.04.1940[8]);
- 4 медали[2];
- знак «Заслуженный работник НКВД» (04.02.1942)[9].